# Rho Cassiopeiae
Rho Cassiopeiae (ρ Cas / ρ Cassiopeiae) este steaua cea mai îndepărtată care poate fi  văzută cu ochiul liber, obsevatorul aflându-se doar în emisfera nordică. Ea se află la o distanță de 8.100  de ani-lumină în constelația Cassiopeia.
Rho Cassiopeiae este de tip spectral G2, însă în orice moment strălucirea ei poate crește cu ocazia unei ejecții de materie. Ea este o candidată serioasă la titlul de viitoare supernovă vizibilă în Calea Lactee. Foarte aproape de ea se află V373 Cassiopeiae, o variabilă situată la doar 42 de ani-lumină.

## Istorie
Această hipergigantă galbenă - una dintre cele 12 stele de acest tip cunoscute în Galaxia Noastră - are un diametru de 450 de ori mai mare decât cel al Soarelui (adică de circa 626.707.800 km) și strălucește de 1 milion de ori mai mult decât acesta. Se estimează că la fiecare 50 de ani, Rho Cassiopeiae pierde brusc o masă echivalentă cu 10.000 de ori masa terestră. Ultima tresărire a sa a fost observată în 2000. 

## Galerie

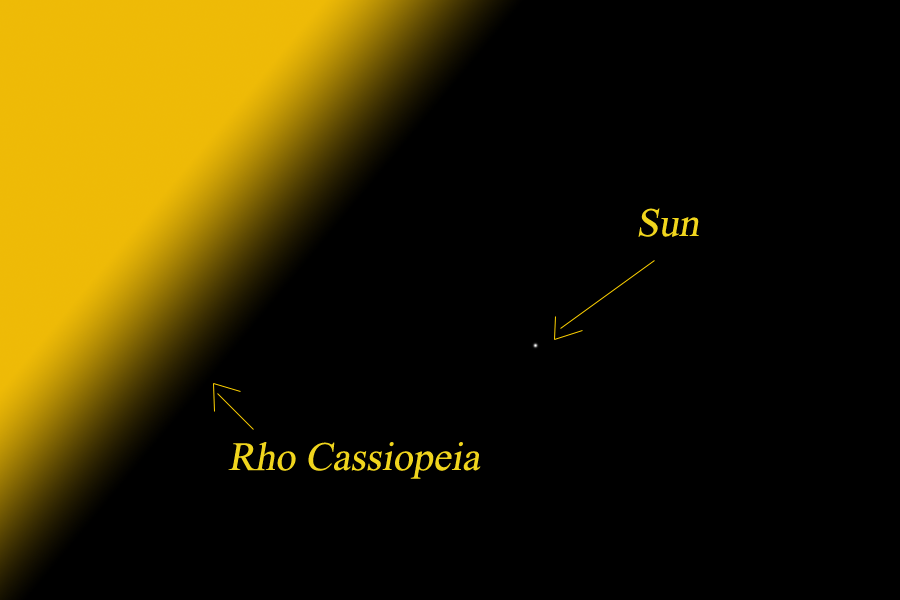
Comparație a stelei Rho Cassiopeiae cu Soarele.